# Грицевич, Николай Григорьевич
Никола́й Григо́рьевич Грице́вич (23 сентября 1920, Татарск — 18 ноября 2023, Омск) — советский промышленный и государственный деятель, четырежды кавалер ордена «Знак Почёта».

## Биография
Родился 23 сентября 1920 года в городе Таре Новосибирской области.
В 1936 году переехал в Омск. Окончил Новосибирский институт военных инженеров железнодорожного транспорта и с 1943 года работал на Омской железной дороге — сначала был дежурным по станции Омск, затем — старшим инженером угольно-рудного отдела Омской железной дороги. В 1945—1947 годах — заместитель начальника станции Омск; в 1947—1951 годах — начальник станции Омской железной дороги. В 1950-е годы — начальник отдела движения и главный инженер, а в 1958—1963 годах — заместитель начальника Омского отделения железной дороги.
C 1965 года Н. Г. Грицевич находился на советской и партийной работе: до 1965 года — заместитель председателя комитета партийно-государственного контроля обкома КПСС и облисполкома, в 1965—1985 годах — заместитель председателя исполкома Омского городского Совета депутатов трудящихся; в 1985 году — первый заместитель председателя горисполкома города Омска. Затем до 2010 года работал в областном управлении министерства внутренних дел — занимался вопросами капитального строительства.
Жена (с 1942 года) — Людмила Васильевна (1922—2014), сын Вячеслав (род. 1943) и дочь Наталья (род. 1946), две внучки и двое правнуков.
Автор книги «Омск со мной навек: воспоминания Н. Г. Грицевича» (Омск, 2013).
Скончался 18 ноября 2023 года на 104-м году жизни. Похоронен на Старо-Северном мемориальном кладбище Омска.

## Награды
- Награждён орденом Трудового Красного Знамени (1976) и четырьмя орденами «Знак Почёта» (01.08.1959; 28.07.1966; 25.08.1971; 19.03.1981), а также медалями, среди которых «За доблестный труд в Великой Отечественной войне» (1946), «За трудовое отличие» (1953), «За освоение целинных земель» (1957), «За доблестный труд. В честь 100-летия со дня рождения В. И. Ленина» (1970), «Ветеран труда» (1983), Серебряная медаль ВДНХ СССР (1987), знаком отличия «За служение Омской области» I степени (18.09.2020).
- Почетный железнодорожник СССР.
- Почётный гражданин города Омска (2014 год)[4][5].